# Panda (groupe)
Pour les articles homonymes, voir Panda.
Panda, orthographié également Pxndx, est un groupe de pop punk mexicain, originaire de Monterrey, Nuevo León. Il est formé en 1996 et consolidé en 1997. Le groupe annonce une pause à durée indéterminée en 2016.

## Biographie

### Formation et débuts (1996–1999)
En 1997, Panda fait sa première démo. Avec cette démo, ils concourent pour participer à un concert à Caifanes, organisé par Juan Ramón Palacios, le principal promoteur régional en Mexique. À partir de ce concert, apparaissent de bonnes opportunités pour Panda et, grâce à cela, ils obtiennent un contrat avec un producteur indépendant appelé Movic Records.

### Premier albums (2000–2004)
En 2000, son premier album Arroz con leche est sorti aux Record Shop. L'album est passé inaperçu au Mexique. Par contre, en 2002, comme son deuxième album La revancha del príncipe charro a eu du succès, il y a eu réédition de ce premier album .
Panda fait une pause pour faire son troisième album. Dans ce laps de temps, Jorge Garza (Ongi) décide de sortir du groupe musical pour des raisons personnelles et professionnelles. Et rentre Arturo Arredondo (R2D2).

### Autres albums et fin (2005–2016)
En 2005, le groupe sort son troisième album, Para ti con desprecio, dans lequel, principalement à l'initiative du chanteur José Madero, le groupe change de style musical. Dans ce changement de style, en parallèle au mouvement emo qui gagne en popularité des mois plus tard, le groupe adopte des paroles déprimantes et/ou émotionnelles sont mélangées à des guitares tonitruantes qui identifient beaucoup le morceau Para ti con desprecio, le groupe commence à se populariser à l'international.
Le 2 octobre 2006, un an après la sortie de l'album Para ti con desprecio, le groupe décide de sortir un quatrième album studio Amantes sunt amentes, qui vient du latin, signifiant « fous amoureux ».
En décembre 2015, le groupe tourne Amérique du Sud, notamment à Lima, Bogotá et Santiago ; il joue le 26 février 2016 à Parque Fundidora (Monterrey) ; et le dernier concert à l'Arena Ciudad de México le 28 février. Leur tournée sort en DVD/CD. En 2016, le groupe annonce une pause à durée indéterminée.

## Discographie

### Albums studio
- 2000 : Arroz con leche (es)
- 2002 : La revancha del príncipe charro (es)
- 2005 : Para ti con desprecio
- 2006 : Amantes Sunt Amentes
- 2009 : Poetics (es)
- 2012 : Bonanza (es)
- 2013 : Sangre fría (es)

### Albums live
- 2007 : Sinfonía soledad (es)
- 2010 : Panda MTV Unplugged (es)

### Compilations
- 2008 : 2000-2004
- 2008 : 2005-2008
- 2020 : Todxs somos Pxndx

## Singles
- Buen Día (2000)
- Si Supieras (2000)
- Hola! (2002)
- Maracas (2002)
- Ya No Jalaba (2002)
- Quisiera no pensar (2004)
- Cita En El Quirófano (2005)
- Cuando No Es Como Debiera Ser (2005)
- Disculpa Los Malos Pensamientos (2006)
- Narcisista Por Excelencia (2006)
- Los Malaventurados No Lloran (2007)
- Procedimientos para llegar a un comun acuerdo (2007)
- Muñeca (2007)
- Nunca nadie nos podrá parar (2008)
- Solo à terceros (2009)
- Adheridos separados (2009)